# Oyay Deng Ajak
Oyay Deng Ajak (geb. 16. Oktober 1962) ist ein südsudanesischer Politiker. Er war bis 2009 Chief of Staff der Nationalarmee, dann Minister for Investment im Cabinet of South Sudan sowie Minister of National Security (seit 10. Juli 2011). 
2014 wurde Oyay beschuldigt, einen Putsch gegen die Regierung des Südsudan vorzubereiten, aber die Anschuldigungen wurden fallen gelassen, nachdem sie sich als haltlos erwiesen hatten.
Oyay ist derzeit in der Friedensarbeit und für Responsible Governance (verantwortung in der Politik) im Südsudan engagiert.